# Adhèrbal (Segona Guerra Púnica)
Adhèrbal, (en llatí Adherbal) governador de la guarnició de Gades, va ser un comandant cartaginès a les ordres de Magó a la Segona Guerra Púnica, que va ser derrotat en una batalla naval enfront de Carteia per Gai Leli l'any 206 aC, segons diu Titus Livi.